# Tổng công ty Ba Son
Tổng công ty Ba Son (tiếng Anh: Ba Son Corporation) tiền thân là Xí nghiệp Liên hợp Ba Son trực thuộc Tổng cục Công nghiệp Quốc phòng - Bộ Quốc phòng Việt Nam là doanh nghiệp được thành lập vào ngày 1 tháng 1 năm 1978 hoạt động đa lĩnh vực như đóng mới và sửa chữa tàu thủy, tái chế phế liệu kim loại, khai thác cát, kinh doanh bất động sản và máy móc, chế biến gỗ, kho bãi và vận tải hàng hóa. Trụ sở đăng ký tại số 2 đường Tôn Đức Thắng, phường Bến Nghé, quận 1, Thành phố Hồ Chí Minh.

## Lịch sử
Xí nghiệp Liên hợp Ba Son được thành lập vào ngày 1 tháng 1 năm 1978, có nhiệm vụ sửa chữa và đóng mới tàu cùng các phương tiện nổi, đảm bảo cho quân chủng Hải quân, Cảnh sát biển hoạt động cùng nhiều tàu biển tại thị trường nước ngoài khác. Tháng 9 năm 2009, điều chuyển Nhà máy X51 về Xí nghiệp Liên hợp Ba Son và đổi thành Công ty trách nhiệm hữu hạn một thành viên Ba Son. Ngày 14 tháng 6 năm 2014, đổi thành Tổng công ty Ba Son.

## Tổ chức
Trụ sở chính đặt tại Số 2 Tôn Đức Thắng, phường Bến Nghé, Quận 1, TP. Hồ Chí Minh. Nhà máy đóng tàu chính tại tại Khu công nghiệp Phú Mỹ II, Thị xã Phú Mỹ, tỉnh Bà Rịa – Vũng Tàu.

### Khối Văn phòng
- Văn phòng
- Phòng An toàn
- Phòng Động lực - Thiết bị
- Phòng Kế hoạch - Sản xuất
- Phòng KCS
- Phòng Kỹ thuật
- Phòng Tài chính - Kế toán
- Phòng Tổ chức - Lao động
- Phòng Thiết kế - Công nghệ
- Phòng Vật tư
- Phòng Chính trị

### Đơn vị thành viên
- Xí nghiệp Cơ khí
- Xí nghiệp Động cơ
- Xí nghiệp Ống
- Xí nghiệp Mộc
- Xí nghiệp Ụ đốc
- Xí nghiệp Vận chuyển
- Xí nghiệp Vỏ tàu
- Xí nghiệp Vũ khí - Điện tử
- Nhà máy X51 (Công ty TNHH MTV Hải Minh)
- Chi nhánh Vũng Tàu
- Nhà khách - Dịch vụ
- Công ty TNHH MTV Sơn Hải Âu